# Lijst van rijksmonumenten in Bedum (plaats)
De plaats Bedum telt 34 inschrijvingen in het rijksmonumentenregister. Hieronder een overzicht. 
Voor een overzicht van beschikbare afbeeldingen zie de categorie Rijksmonumenten in Bedum op Wikimedia Commons.
| Object                                                         | Oorspronkelijke functie?  | Bouwjaar | Architect                         | Locatie                  | Coördinaten?                  | Nr.?   | Afbeelding                                                             |
| -------------------------------------------------------------- | ------------------------- | --- | --------------------------------- | ------------------------ | ----------------------------- | ------ | ---------------------------------------------------------------------- |
| Hervormde kerk en toren (Walfriduskerk)                        | Kerk en kerkonderdeel     | 1050-12e eeuw ca. 1484 (uitbr.) verb. in 1500-1525, ca. 1600, 17e eeuw, ca. 1800 en 1851 1953-'58 (rest. toren) 1995-'97 (rest.) |                                   | Plantsoen 2              | 53° 18' 6" NB, 6° 36' 12" OL  | 8728   | Meer afbeeldingen                                                      |
| Woellust                                                       | Boerderij                 | verm. 1860 (herb.) |                                   | Noordwolderweg 124       | 53° 17' 31" NB, 6° 35' 53" OL | 8732   | Meer afbeeldingen                                                      |
| Alma (zie ook foto zijaanzicht voorhuis)                       | Boerderij                 | ca. 1820 |                                   | Wolddijk 44              | 53° 17' 31" NB, 6° 34' 36" OL | 8734   | Meer afbeeldingen                                                      |
| Terrein met een wierde                                         | Archeologisch monument    | middeleeuwen |                                   | Oostelijke Bedumerpolder | 53° 18' 48" NB, 6° 37' 45" OL | 45092  | Upload foto                                                            |
| Terrein met overblijfselen van een aan Walfridus gewijde kapel | Archeologisch monument    | ca. 12e eeuw |                                   | Kapelstraat              | 53° 18' 5" NB, 6° 35' 58" OL  | 45093  | Terrein met overblijfselen van een aan Walfridus gewijde kapel         |
| R.K. kerk "Maria ten Hemelopneming"                            | Kerk en kerkonderdeel     | 1880-'81 1934-'35 (rest.) 1967-'68 (rest.) 1988-'89 (rest.)                                                                      | A. Tepe                           | Grotestraat 47           | 53° 18' 6" NB, 6° 36' 17" OL  | 510651 | Meer afbeeldingen                                                      |
| R.K. pastorie                                                  | Kerkelijke dienstwoning   | 1857 1886 (verb.) 1887 (uitbr.)                                                                                                  | J.F. Scheepers                    | Grotestraat 47           | 53° 18' 5" NB, 6° 36' 17" OL  | 510652 | Meer afbeeldingen                                                      |
| R.K. begraafplaats                                             | Begraafplaats en -onderdl | 1876-'77 |                                   | bij Grotestraat 49       | 53° 18' 7" NB, 6° 36' 22" OL  | 510653 | Meer afbeeldingen                                                      |
| R.K. begraafplaats, rouwkapel                                  | Begraafplaats en -onderdl | 1880 | J. Balvert                        | bij Grotestraat 49       | 53° 18' 7" NB, 6° 36' 23" OL  | 510654 | Meer afbeeldingen                                                      |
| School met den Bijbel (De Regenboog)                           | Onderwijs en wetenschap   | 1920-'21 1982 (uitbr.) 1990 (verb.)                                                                                              | J. Tilbusscher                    | Schoolstraat 12          | 53° 17' 59" NB, 6° 36' 7" OL  | 510660 | Meer afbeeldingen                                                      |
| School met den Bijbel, toegangshek                             | Erfscheiding              | 1920-'21 |                                   | bij Schoolstraat 12      | 53° 17' 59" NB, 6° 36' 7" OL  | 510661 | Meer afbeeldingen                                                      |
| Dubbele arbeiderswoning met twee topgevels                     | Woonhuis                  | ca. 1915 1960 (uitbr.) | K. Siekman                        | Walfriduslaan 20         | 53° 18' 8" NB, 6° 35' 56" OL  | 510663 | Meer afbeeldingen                                                      |
| Dubbele arbeiderswoning met twee topgevels                     | Woonhuis                  | ca. 1915 1960 (uitbr.) | K. Siekman                        | Walfriduslaan 19         | 53° 18' 9" NB, 6° 35' 56" OL  | 510664 | Dubbele arbeiderswoning met twee topgevels                             |
| Dubbele arbeiderswoning met twee topgevels                     | Woonhuis                  | ca. 1915 1960 (uitbr.) | K. Siekman                        | Walfriduslaan 23         | 53° 18' 9" NB, 6° 35' 54" OL  | 510665 | Dubbele arbeiderswoning met twee topgevels                             |
| Dubbele arbeiderswoning met twee topgevels                     | Woonhuis                  | ca. 1915 1960 (uitbr.) | K. Siekman                        | Walfriduslaan 24         | 53° 18' 8" NB, 6° 35' 55" OL  | 510666 | Dubbele arbeiderswoning met twee topgevels                             |
| Dubbel schuurtje bij arbeiderswoningen                         | Opslag                    | ca. 1915 | K. Siekman                        | bij Walfriduslaan 20     | 53° 18' 8" NB, 6° 35' 56" OL  | 510667 | Dubbel schuurtje bij arbeiderswoningen                                 |
| Dubbel schuurtje bij arbeiderswoningen                         | Opslag                    | ca. 1915 | K. Siekman                        | bij Walfriduslaan 24     | 53° 18' 8" NB, 6° 35' 55" OL  | 510668 | Upload foto                                                            |
| Dubbel schuurtje bij arbeiderswoningen                         | Opslag                    | ca. 1915 | K. Siekman                        | bij Walfriduslaan 17     | 53° 18' 9" NB, 6° 35' 56" OL  | 510669 | Upload foto                                                            |
| Dubbel schuurtje bij arbeiderswoningen                         | Opslag                    | ca. 1915 | K. Siekman                        | bij Walfriduslaan 21     | 53° 18' 9" NB, 6° 35' 55" OL  | 510670 | Upload foto                                                            |
| Rentenierswoning                                               | Woonhuis                  | 1917 | W.D. Meijer en J. Tilbusscher     | Boterdiep Wz 38          | 53° 18' 22" NB, 6° 36' 4" OL  | 510672 | Rentenierswoning                                                       |
| Rentenierswoning, koetshuis                                    | Bijgebouwen kastelen enz. | 1917 | W.D. Meijer en J. Tilbusscher     | bij Boterdiep WZ 38      | 53° 18' 22" NB, 6° 36' 4" OL  | 510673 | Upload foto                                                            |
| Algemene begraafplaats, toegangshek                            | Begraafplaats en -onderdl | waarsch. ca. 1871 |                                   | bij Schoolstraat 55      | 53° 17' 47" NB, 6° 36' 5" OL  | 510676 | Algemene begraafplaats, toegangshek                                    |
| Pompgebouw in Amsterdamse Schoolstijl                          | Nutsbedrijf               | 1936 | A. Wiersema                       | Emmalaan 15              | 53° 18' 14" NB, 6° 36' 1" OL  | 510677 | Pompgebouw in Amsterdamse Schoolstijl                                  |
| Gemeentehuis                                                   | Bestuursgebouw en onderdl | 1927 1975 (uitbr.) | G. Koolhof J.C. Nap (1975)        | Schoolstraat 1           | 53° 18' 2" NB, 6° 36' 3" OL   | 510678 | Gemeentehuis                                                           |
| Gele Klap                                                      | Brug                      | 1926 2004 (rest.) |                                   | bij Stationsweg          | 53° 17' 56" NB, 6° 35' 49" OL | 510680 | Gele Klap                                                              |
| 't Gemeentehuis (hotel-café-restaurant)                        | Horeca                    | 1850-1875 verb. in 1975, 1976, 1979 en 1986                                                                                      |                                   | Grotestraat 2            | 53° 18' 4" NB, 6° 36' 5" OL   | 510681 | Meer afbeeldingen                                                      |
| Hervormde pastorie                                             | Dienstwoning              | 1893 |                                   | Plantsoen 19             | 53° 18' 9" NB, 6° 36' 12" OL  | 510682 | Hervormde pastorie                                                     |
| Gereformeerde kerk (Noorderkerk of Goede Herderkerk)           | Kerk en kerkonderdeel     | 1937-'38 1976 (verb.) | E. Reitsma en A. Wiersema (uitv.) | Schultingastraat 1       | 53° 18' 17" NB, 6° 35' 53" OL | 510684 | Meer afbeeldingen                                                      |
| Middenstandswoning met aangebouwde schuur                      | Woonhuis                  | 1930 1990-'91 (verb.) | A. Wiersema                       | Emmalaan 12              | 53° 18' 12" NB, 6° 36' 1" OL  | 510685 | Middenstandswoning met aangebouwde schuur                              |
| Rentenierswoning met garage                                    | Woonhuis                  | 1929 | A. Wiersema                       | Grotestraat 62           | 53° 18' 8" NB, 6° 36' 17" OL  | 510686 | Meer afbeeldingen                                                      |
| Herenhuis met aangebouwde schuur                               | Woonhuis                  | 1879-'80 1930-1939 (verb.) 1950-1959 (verb.)                                                                                     |                                   | Boterdiep Wz 35          | 53° 18' 20" NB, 6° 36' 4" OL  | 510687 | Meer afbeeldingen                                                      |
| Rentenierswoning met aangebouwd achterhuis en schuur           | Woonhuis                  | 1894 1955 (bordes) |                                   | Grotestraat 3            | 53° 18' 3" NB, 6° 36' 6" OL   | 510688 | Rentenierswoning met aangebouwd achterhuis en schuur                   |
| Voorm. notariswoning met aangebouwd achterhuis en garage       | Werk-woonhuis             | 1935 1960 (verb.) | A. Wiersema                       | Boterdiep Wz 32          | 53° 18' 18" NB, 6° 36' 5" OL  | 510689 | Notariswoning Voorm. notariswoning met aangebouwd achterhuis en garage |